# Flagge Utahs
Die aktuelle Flagge von Utah ist seit dem 9. März 2024 offiziell in Gebrauch. Sie geht auf einen Entwurf von 2022/2023 zurück und löste eine Flagge ab, die auf eine 1903 entworfene Gestaltung zurückging, die 1913 verändert wurde. Beiden Flaggen gemeinsam ist das Symbol des Bienenkorbs.

## Beschreibung
Der Bienenkorb steht für schwere Arbeit und Fleiß (eng. industry). Er erinnert aber auch an das Emblem des Mormonenstaates von Deseret in Utah und der Besiedlung dieser Region durch die Mormonen.
Die frühere, bis März 2024 gültige Flagge weist weitere symbolische Elemente auf: Das Jahr 1847 ist das Jahr, in dem die Mormonen nach Utah kamen. Ein Weißkopfseeadler, der Staatsvogel der USA, sitzt auf dem Schild und symbolisiert Schutz in Friedens- und Kriegszeiten. Die Lilie symbolisiert den Frieden- dabei handelt es sich um eine Calochortus nuttallii (auf Englisch sego lily genannt). Die beiden US-Flaggen zeigen Utahs Unterstützung für die Nation an. Das Jahr 1896 ist das Jahr der Aufnahme Utahs als 45. Staat der USA.

## Geschichte

### Flagge der mormonischen Pioniere

Rekonstruktion aus dem Jahr 2002
Alternative Rekonstruktion

Die Flagge wurde 1848 von einem Rat entworfen. Sie war die erste Fahne, die die Heiligen vereinigen sollte, als sie ihren ersten Pioniertag feierten. Diese Flagge ging in den 1850er Jahren verloren, wurde aber 2002 von der Kirche Jesu Christi der Heiligen der Letzten Tage rekonstruiert und weht seitdem auf dem Ensign Peak.

### Flagge des Staates Deseret

Eine der früheren Flaggen von Deseret, rekonstruiert
Eine Kavallerie-Guidon der Nauvoo Legion aus der Utah-Ära

Den meisten Beschreibungen zufolge ähnelte die Flagge des Staates Deseret der Flagge des Bundesstaates Utah, aber da sie nicht standardisiert war, wurden auch zahlreiche andere weltliche und religiöse Alternativen verwendet.

### Utah-Territorium

Flag of the Utah Territory[2]

Blauer Stoff mit dem alten Siegel Utahs des Territoriums Utah.

### Design von 1903

Flagge von Utah (1903–1904)
Flagge von Utah (1904–1911)
Flagge von Utah (1911–1913)

Das Grunddesign der Flagge verwendet das Siegel von Utah, das am 3. April 1896 von der Legislative des Staates angenommen wurde. Das Siegel wurde von dem Künstler Harry Edwards entworfen und hat Ähnlichkeiten mit dem Siegel des Utah-Territoriums. Die erste Flagge des Staates wurde im März 1903 für die Louisiana Purchase Exposition in St. Louis (Missouri) entworfen. Heber Manning Wells, der Gouverneur von Utah, bat den Landesverband Utah der Töchter der Amerikanischen Revolution, die Erstellung einer Flagge zu überwachen. Am 1. Mai 1903 marschierten der Gouverneur und seine Delegation unter der neuen Flagge in der Parade der Bundesstaaten. Die Flagge war blau, mit dem Staatssiegel und der Jahreszahl 1896, die mit weißem Garn in der Mitte der Flagge handgestickt war. Ursprünglich war diese Flagge als Governor’s Flag bekannt, bis der Senat am 9. März 1911 die Senate Joint Resolution 17 verabschiedete, die sie zur offiziellen Staatsflagge machte.
Es gibt derzeit keine Belege dafür, dass die Flagge des Utah-Territoriums während des Bestehens des Territoriums (1850–1896) in eine echte Flagge umgewandelt wurde, obwohl inzwischen Kopien angefertigt wurden.

### Design von 1913

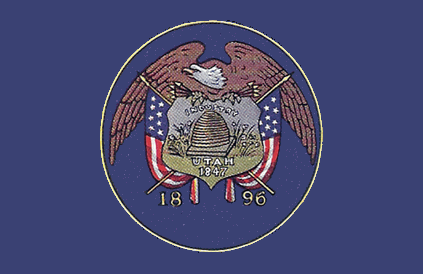
Flagge von Utah (1913–1922)
Flagge von Utah (1922–2011)

Im Jahr 1912 bestellten die Söhne und Töchter der Utah-Pioniere eine speziell angefertigte Kopie der neu angenommenen Flagge, um sie dem kürzlich in Dienst gestellten Schlachtschiff USS Utah zu überreichen. Als die Flagge eintraf, stellte die Gruppe fest, dass das Schild auf der Flagge nicht weiß, sondern farbig war und der Hersteller einen goldenen Ring um das Schild angebracht hatte. Anstatt die Flagge neu anfertigen zu lassen, brachte Annie Wells Cannon den Antrag HJR 1 ein, und die Legislative von Utah änderte das Gesetz, so dass die Änderungen des Herstellers Teil der offiziellen Flagge werden konnten. Bevor die neue Flagge am 25. Juni 1913 in Empfang genommen wurde, wurde sie im Januar 1913 im Staatskapitol ausgestellt, dann in den Fenstern des ZCMI auf der Main Street und bei einem Ball zu Ehren der Flagge.

### Salt Lake Tribune Design-Wettbewerb 2002
Im Jahr 2002 rief die The Salt Lake Tribune zusammen mit der North American Vexillological Association zu Entwürfen für eine neue Staatsflagge auf. Es wurden über 1000 Entwürfe gesammelt, von denen die besten 35 zur Beurteilung ausgewählt wurden. Allerdings wurden keine Flaggen aus diesem Wettbewerb vom Staat angenommen.

### Korrektur 2011

Flagge von Utah (2011–2024)[8]

Während der 59. Legislaturperiode im Jahr 2011 wurde eine Concurrent Resolution (HCR002) verabschiedet, die die Flaggenhersteller verpflichtet, einen Fehler zu beheben, der auf allen aktuellen Flaggen des Bundesstaates Utah zu finden ist. Der Fehler entstand im Jahr 1922, als ein Flaggenhersteller die Jahreszahl 1847 falsch platzierte, indem er sie direkt über der Jahreszahl 1896 einnähte, anstatt an der richtigen Position auf dem Schild. Es wird angenommen, dass jede Flagge, die seit 1922 hergestellt wurde, diese Flagge als Vorlage verwendet hat, und der Fehler blieb 89 Jahre lang bestehen. Später in derselben Sitzungsperiode 2011 verabschiedete die Legislative die House Bill #490, die den 9. März zum jährlichen Tag der Staatsflagge von Utah macht.

### Umgestaltungsprozess

Gedenkflagge von Utah (2021) in der vom Gesetzgeber angenommenen Form
Im Januar 2023 wurde die vorgeschlagene Flagge geändert, um den achtzackigen Stern durch einen fünfzackigen Stern zu ersetzen. Die Flagge wurde später angenommen und ist seit dem 9. März 2024 in Gebrauch.[13][14]

Im Jahr 2018 schlug der Staatsvertreter Stephen Handy einen Gesetzesentwurf vor, um eine Kommission zur Überprüfung der Flagge einzurichten, die die Öffentlichkeit befragt, ob die Flagge geändert werden soll, und dem Gesetzgeber eine Empfehlung gibt. Der Gesetzesentwurf kam zur gleichen Zeit wie die Bemühungen, die Flagge von Salt Lake City zu ändern. Im Jahr 2019 sponserte der Staatsvertreter Keven Stratton eine separate Gesetzgebung, um ein bestimmtes Flaggendesign anzunehmen. Die Gesetzgeber hatten Einwände gegen Strattons Gesetzentwurf, wobei einer das Design mit einem Firmenlogo verglich. Handy änderte seinen Vorschlag dahingehend ab, dass die Kommission Entwürfe von der Öffentlichkeit einholen sollte, und der Gesetzentwurf wurde vom Repräsentantenhaus des Bundesstaates verabschiedet. Nachdem Handys Gesetzentwurf im Senat gescheitert war, schlug er 2020 einen weiteren Gesetzentwurf vor, der die aktuelle Flagge als historische Flagge beibehalten sollte. Der Sponsor des Gesetzentwurfs im Senat gab eine Reihe von Prototypentwürfen in Auftrag.
Im Jahr 2021 brachte Senator Daniel McCay einen Gesetzentwurf ein, um eine Arbeitsgruppe zu gründen, die die Notwendigkeit einer Neugestaltung der Staatsflagge von Utah prüfen sollte. Der Gesetzentwurf sieht auch eine offizielle Flagge zum 125. Jahrestag der Staatsgründung Utahs vor. Der Gesetzentwurf wurde vom Repräsentantenhaus und vom Senat verabschiedet und wurde von Gouverneur Spencer Cox unterzeichnet.
Im Jahr 2022 nahm die Utah State Flag Task Force (die Arbeitsgruppe) Entwürfe aus der Öffentlichkeit entgegen. Es wurden 5703 Entwürfe eingereicht, davon 2500 von Studenten. Im September wurden 20 Entwürfe der Halbfinalisten bekannt gegeben, und die Bürger Utahs wurden gebeten, ihr Feedback abzugeben. Während der einmonatigen Kommentierungsfrist gingen 44.000 Antworten ein. Am 10. November 2022 legte die Arbeitsgruppe der Legislative des Bundesstaates Utah einen endgültigen Vorschlag zur Annahme als offizielle Staatsflagge vor. Am 18. Januar 2023 stimmte der Wirtschafts- und Arbeitsausschuss des Senats von Utah 6 zu 1 dafür, die Flagge an den Senat weiterzuleiten, wobei McCay sagte, er hoffe, dass es das neue Flaggendesign bis zum 3. März auf dem Schreibtisch des Gouverneurs schaffen werde. Am 30. Januar 2023 stimmte der Senat dem Gesetzentwurf mit 17 zu 10 zu, der dann dem Repräsentantenhaus von Utah zur Genehmigung vorgelegt wurde. Die Flagge wurde jedoch leicht modifiziert: Der achtzackige Stern wurde durch einen fünfzackigen ersetzt, nachdem Vertreter der amerikanischen Ureinwohner Vorbehalte gegen ersteren geäußert hatten, da dieser aus der Ferne eher wie ein Asterisk aussehe. Am 2. März 2023 billigte das Repräsentantenhaus den Gesetzentwurf mit 40 zu 35 Stimmen und auch der Senat stimmte mit 18 zu 9 Stimmen zu und schickte den Gesetzentwurf zur Unterzeichnung an Spencer Cox.
Das Gesetz wurde am 21. März 2023 von Gouverneur Cox unterzeichnet, zusammen mit einer Durchführungsverordnung, die die Änderung formalisiert. Das Gesetz trat am 9. März 2024 in Kraft und änderte die Flagge offiziell. Die Anordnung schreibt vor, dass die historische Flagge an jedem Tag des Jahres über dem Kapitol zu wehen hat, und sobald das Gesetz in Kraft tritt, sollten die beiden Flaggen an verschiedenen Masten auf dem Gelände des Kapitols gehisst werden. In der Anordnung wird der Gesetzgeber außerdem aufgefordert, den Gesetzentwurf so zu ändern, dass die neue Flagge unter der historischen Flagge gehisst werden kann, wenn beide Flaggen zusammen gehisst werden.
Gegner der neuen Flagge bekämpften das Gesetz. Hätten sie bis zum 12. April 2023 Unterschriften von 8 % aller Wahlberechtigten in Utah erhalten (was 134.298 Unterschriften entspräche), wäre das Anliegen den Bürgern von Utah in einem Referendum zur Entscheidung vorgelegt worden. Den Gegnern gelang es jedoch nicht, fristgerecht die nötige Anzahl Unterschriften zu sammeln. Nach dem Scheitern des Referendums versuchten die Gegner, die neue Flagge über das Instrument einer Volksinitiative zu verhindern. Für diese Unterschriftensammlung endete die Frist am 15. Februar 2024. Auch dieser Versuch scheiterte, da wiederum nicht fristgerecht die nötige Anzahl Unterschriften gesammelt werden konnte.

Andere Finalisten für die neue Flagge